# Antoine Goudin
Antoine Goudin (1639 - † 1695) fou un filòsof i teòleg francès. Va vestir l'hàbit de l'Orde de Predicadors i es dedicà a l'ensenyament de la filosofia. Escrigué Philosophia juxta inconcusa tutissimaque Divi Thomme dogmata, que va circular profusament per França i Espanya. Autor tomista, en els seus tractats es reprodueixen les doctrines escolàstiques presentades de forma molt sistematitzada.